# Hämodilution
Hämodilution ist eine gezielt herbeigeführte Blutverdünnung, wobei das Volumen des Blutplasmas relativ zum Anteil vor allem der roten Blutkörperchen (Erythrozyten) erhöht wird. Dadurch wird unter anderem die Viskosität des Blutes herabgesetzt, dieses wird dünnflüssiger. Die umgangssprachliche Verwendung der Bezeichnung Blutverdünnung für eine Gerinnungshemmung (siehe Antikoagulation oder Thrombozytenaggregationshemmer) ist nicht korrekt.

## Wirkungen

### Fließeigenschaften
Durch eine Blutverdünnung werden die Fließeigenschaften des Blutes (Hämorheologie) beeinflusst. Es fließt besser, da Hämatokrit, Plasmaviskosität gesenkt und die Aggregation der Blutkörperchen vermindert wird. Die Blutverdünnung wirkt sich positiv auf die Hämodynamik aus, da der Pumpwiderstand für das Herz durch die niedrigere Plasmaviskosität sinkt. Die Auswirkung der Verbesserung der Fließeigenschaften übersteigt bei leichter Blutverdünnung die Auswirkung der verminderten Anzahl an Erythrozyten, also Sauerstoffträgern.

### Blutgerinnung
Dass Hämodilution auch die Gerinnungsfähigkeit des Blutes etwas vermindert, ist ein Nebeneffekt. Er ist von der Stoffklasse abhängig: Gelatinepräparate vermindern nur durch die Volumenzunahme die Konzentration von Gerinnungsfaktoren und Blutplättchen (Thrombozyten). Stärkepräparate dagegen tragen auch pharmakologisch zur Herabsetzung der Gerinnungsfähigkeit bei, indem sie sich an die Zelloberfläche der Thrombozyten anlagern („Coating“).

### Osmotische Wirkung
Die zur Hämodilution eingesetzten kolloidalen Lösungen sind osmotisch wirksam. Diese Kolloidlösungen sind hyperonkotisch: Die in hoher Konzentration gelösten Moleküle ziehen wegen der großen Zahl ihrer polaren Endungen Wassermoleküle so an wie eine hohe Ionenkonzentration. Andererseits sind sie als Polymere so groß, dass sie nicht oder nur sehr langsam durch Zell- und Blutgefäßwände diffundieren. Dadurch entsteht ein erhöhter kolloidosmotischer Druck und die Lösungen entziehen dem umliegenden Gewebe Wasser, was man sich als antiödematösen Effekt zunutze macht. Auch übersteigt die Volumenzunahme (Plasmaexpansion) des Blutes dadurch das zugeführte Flüssigkeitsvolumen.
Diese osmotische Wirkung haben eigentlich nur die Polysaccharide Hydroxyethylstärke (HES) und Dextran.

## Anwendungen
Werden die Kolloidlösungen im Austausch gegen entzogenes Blut infundiert, so spricht man von isovolämer bzw. normovolämer Hämodilution (auch: isovolämischer bzw. normovolämischer Hämodilution, NH).
Werden die Lösungen ohne Verbindung mit einem Blutentzug infundiert, so spricht man von hypervolämer Hämodilution (auch: hypervolämischer Hämodilution, HH).

### Durchblutungsverbesserung
Therapeutisch werden die isovoläme und hypervoläme Hämodilution zur Verbesserung der Mikrozirkulation bei Durchblutungsstörungen des Gehirns, der Netzhaut und des Innenohrs angewendet.
Ohne die osmotische Wirkung würde die Hypervolämie die Gefahr der Ödembildung mit sich bringen, mit ihren osmotischen Eigenschaften wirken die Kolloidinfusionen dagegen einer Ödembildung entgegen bzw. bewirken einen Ödemabbau, wichtig bei der Behandlung frischer Schlaganfälle. Bei diesem Einsatz der Hämodilution ist – die bei der hierfür üblichen Dosierung nur leichte – Verminderung der Blutgerinnung erwünscht, da sie der Entstehung von Thromben etwa auf Kalkplaques entgegenwirkt.

### Vermeidung von Bluttransfusionen
Bei Operationen, die erfahrungsgemäß oft mit großem Blutverlust einhergehen, lassen sich Transfusionen fremden Spenderblutes (Allotransfusion) durch Eigenblutspende (Autotransfusion) vermeiden oder wenigstens vermindern. Ist der zeitliche Abstand zwischen Eigenblutspende und Operation gering, so gibt man während der Blutentnahme gleichzeitig eine kolloidale Infusionslösung. Durch diese akute normovoläme Hämodilution (ANH) verliert der Patient bei Blutungen während der Operation weniger rote Blutkörperchen (Erythrozyten). Bei dieser Anwendung der Hämodilution ist die Verminderung der Gerinnungsfähigkeit eine unerwünschte aber unvermeidbare Nebenwirkung.

### Ausgleich von Blutverlusten
Dieselben kolloidalen Lösungen werden auch eingesetzt, um bei größeren Blutverlusten einen hämorrhagischen Schock abzuwenden oder zu behandeln. Hier wird ein normales Blutvolumen (Normovolämie) bei Unfällen wiederhergestellt oder während Operationen erhalten. Im Wortsinn geschieht also auch hierbei eine akute normovoläme Hämodilution. Grund für diesen Einsatz ist einerseits der Zeitfaktor, also die Unmöglichkeit im unerwarteten Notfall sofort passendes Blut zu transfundieren, andererseits die Tatsache, dass Spenderblut nicht in unbeschränkter Menge zur Verfügung steht und sich das Risiko von Immunreaktionen wie von Infektionen nicht zu 100 % ausschließen lässt. Beim Ausgleich eines akuten Volumenmangels werden Plasmaexpander natürlich zügig infundiert und gleichzeitig mit isotonen Salzlösungen, üblicherweise Ringerlösung, deren Wasser durch die osmotische Wirkung der Plasmaexpander mit im Blutgefäßsystem gehalten wird, kombiniert.
Auch bei diesem Einsatz von Plasmaexpandern ist die Verminderung der Gerinnungsfähigkeit eine unerwünschte aber unvermeidbare Nebenwirkung. Bei extremen Blutverlusten ist daher rechtzeitig auch mit der Gabe von Frischplasma (FFP) zu beginnen, das gefroren gelagert, aber zur Infusion beinahe auf Körpertemperatur gebracht und dabei aufgetaut wird.